# Marie-Christine Horn
Pour l’article homonyme, voir Horn.
Marie-Christine Horn, née à Fribourg le 20 avril 1973, est une écrivaine suisse romande et chroniqueuse culturelle sur la chaine romande La Télé.

## Biographie
Marie-Christine Horn a signé son premier roman en 2006, un policier intitulé La Piqûre dont la trame principale se déroule entre Lausanne et Rio de Janeiro. Son deuxième ouvrage, paru en 2008, est une fiction pour la jeunesse mêlant frissons et rock n'roll, School Underworld et les ondes maléfiques, pour lequel elle a reçu le prix des Jeunes Lecteurs de Nanterre en 2009. Elle a publié en 2011 un témoignage unique sur la vie avec un enfant souffrant d’un TDAH, La Toupie : vivre avec un enfant hyperactif. 
Son quatrième ouvrage, Le nombre de fois où je suis morte, sortie 2012, est un recueil de nouvelles mêlant détresse et humour noir. Tout ce qui est rouge, en continuité de la série policière débutée avec l’inspecteur Rouzier, est paru en 2015. 24 Heures, un roman noir sur fond de course automobile, est paru en 2018 suivi en juin 2019 par Le Cri du lièvre, l'une des premières expressions féministes du roman noir en Suisse romande En 2020, une version illustrée de son livre jeunesse a été publié sous le titre de La malédiction de la chanson à l'envers. Son inspecteur fétiche revient en août 2021 aux éditions BSN Press dans un brûlant troisième opus intitulé Dans L’étang de feu et de soufre. Son dernier ouvrage, Sans raison, paraît en 2023 aux éditions BSN Press en collaboration avec les éditions OKAMA.
Marie-Christine signe également des chroniques pour différents quotidiens et a participé à plusieurs collectifs de nouvelles. Elle a écrit le texte d’un spectacle intitulé Bus Tour 2 qui a été programmé par le théâtre C02 de la Tour-de-Trême en 2013,. De mars à décembre 2016, elle a officié également comme chroniqueuse pour l’émission Réservoir sur la chaîne La Télé.
Elle est membre de la Société Fribourgeoise des Écrivains, l'Association des Auteurs suisses (ADS) et de la Société suisse des Auteurs (SSA).

## Publications
- 2006 : La Piqûre, roman policier, éditions Mic-Mac, Verneuil-sur-Seine
- 2008 : School Underworld et les Ondes Maléfiques, éditions Mic-Mac, Verneuil-sur-seine (Prix des jeunes lecteurs de Nanterre- 2009)
- 2011 : La Toupie-vivre avec un enfant hyperactif, éditions Xenia, Suisse
- 2012 : Le nombre de fois où je suis morte, éditions Xenia, Suisse (sélectionné parmi les 6 ouvrages en lice pour le Prix public de la RTS 2013[8])
- 2013 : La viande, nouvelle parue dans le recueil Le dos de la Cuiller, éditions Paulette, Suisse
- 2013 : Bus Tour II, écriture du texte, spectacle joué en 2013 à la salle Co2 de la Tour-de-Trême
- 2014 : La malédiction de la chanson à l'envers, éditions Snow Moon, Clermont-Ferrand, illustré par Anne Kervalla. (ISBN 979-10-91596-05-3)
- 2015 : Tout ce qui est rouge, édition L’Âge d’Homme.  (ISBN 978-2-8251-4538-8)
- 2015 : En Boucle(s), nouvelle parue dans le recueil Désirs, éditions Encres Fraîches, Suisse  (ISBN 978-2-9700928 8-9)
- 2016 : Au Chat noir, collaboration avec le photographe Dominique Derisbourg
- 2018 : 24 Heures, BSN Press
- 2019 : Le Cri du Lièvre, BSN Press
- 2022 : Dans l'étang de feu et de soufre, BSN Press
- 2022 : Hôtel Rytingur, nouvelle parue dans le collectif Hôtel Rytingur, Éditions Okama
- 2023 : Tanzanite, nouvelle parue dans Petites proses éthyliques, Éditions Hélice Helas
- 2023 : Sans raison, BSN Press et Éditions Okama